# David Seaman
David Andrew Seaman, MBE (* 19. září 1963 v Rotherhamu, South Yorkshire, Velká Británie) je bývalý anglický fotbalový brankář, který hrál za několik klubů. Nejznámější je jeho působení v Arsenalu Londýn a v Manchester City. Svou profesionální kariéru ukončil fotbalem dne 13. ledna 2004, kvůli opakovanému zranění ramene.